# Paul Nipkow

Disco Nipkow

Paul Julius Gottlieb Nipkow (Lębork, 22 de agosto de 1860 — Berlim, 24 de agosto de 1940) foi um técnico e inventor da Alemanha. Ele inventou o disco Nipkow, que lançou os alicerces da televisão, já que seu disco foi um componente fundamental nas primeiras televisões. Centenas de estações experimentaram a transmissão de televisão usando seu disco nas décadas de 1920 e 1930, até que foi substituído por sistemas totalmente eletrônicos na década de 1940.
A primeira estação de televisão pública do mundo, Fernsehsender Paul Nipkow, foi nomeada em sua homenagem. 

## Começos
Nipkow nasceu em Lauenburg (agora Lębork) na província prussiana da Pomerânia, agora parte da Polônia. Enquanto estudava na vizinha Neustadt (hoje Wejherowo), na província da Prússia Ocidental , Nipkow fez experiências com telefonia e transmissão de imagens em movimento. Após a formatura, ele foi para Berlim para estudar ciências. Ele estudou óptica fisiológica com Hermann von Helmholtz e eletrofísica com Adolf Slaby.

## Disco Nipkow

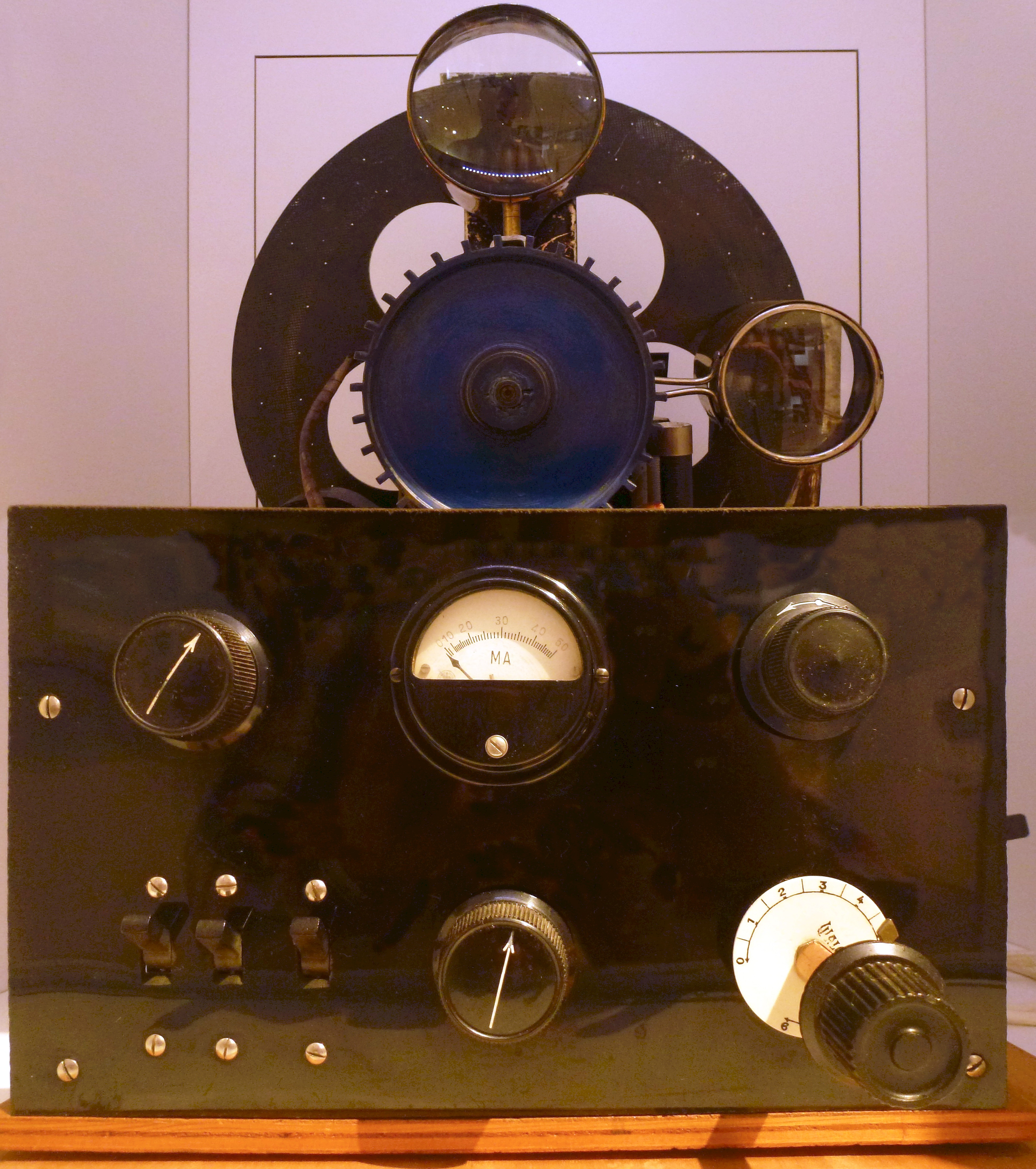
Um receptor de televisão usando um disco Nipkow no museu Tekniska, Estocolmo

Ainda estudante, concebeu um "telescópio elétrico", conhecido principalmente pela ideia de usar um disco perfurado em espiral ( disco de Nipkow ), para dividir uma imagem em uma seqüência linear de pontos. Relatos de sua invenção afirmam que a ideia lhe ocorreu enquanto estava sentado sozinho em casa com uma lamparina a óleo na véspera de Natal de 1883. Alexander Bain havia transmitido imagens telegraficamente na década de 1840, mas o disco de Nipkow melhorou o processo de codificação.
Ele solicitou ao escritório de patentes imperial de Berlim a patente de um "telescópio elétrico" para a "reprodução elétrica de objetos iluminantes", na categoria "aparelhos elétricos". Isso foi concedido em 15 de janeiro de 1885, retroativo a 6 de janeiro de 1884. Não se sabe se Nipkow alguma vez tentou uma realização prática deste disco, mas pode-se supor que ele próprio nunca o construiu. A patente expirou após 15 anos por falta de interesse. Nipkow assumiu o cargo de designer em um instituto em Berlin-Buchloh e não deu continuidade ao trabalho de difusão de imagens.

## Primeiros sistemas de TV
As primeiras transmissões de televisão usaram um método de varredura ótico-mecânico de imagens, o método que Nipkow ajudou a criar com seu disco; ele poderia reclamar o crédito pela invenção. Nipkow contou sua primeira visão da televisão em um programa de rádio de Berlim em 1928: "As televisões ficavam em celas escuras. Centenas de pessoas esperavam pacientemente pelo momento em que veriam televisão pela primeira vez. Eu esperei entre elas, crescendo cada vez mais nervoso. Agora, pela primeira vez, veria o que havia planejado há 45 anos. Finalmente, cheguei à primeira fila, um pano escuro foi empurrado para o lado e vi diante de mim uma imagem tremeluzente, difícil de discernir". O sistema demonstrado foi da empresa Telefunken. 
A partir do início da década de 1930, a digitalização total de imagens eletrônicas, baseada no trabalho de Manfred von Ardenne, tornou-se cada vez mais prevalente, e a invenção de Nipkow não era mais essencial para o desenvolvimento da televisão.

## Transmissor "Paul Nipkow"
A primeira estação de televisão pública do mundo, iniciada em Berlim em 1935, foi nomeada Fernsehsender "Paul Nipkow" em homenagem a Nipkow - o "pai espiritual" do elemento central da tecnologia de televisão de primeira geração.  Ele se tornou presidente honorário do "conselho de televisão" da "Câmara Imperial de Radiodifusão". A glória de Nipkow foi usada por Hitler e pelo governo nazista como uma ferramenta de propaganda científica nacionalista. Nipkow morreu em Berlim em 1940 dois dias após seu 80º aniversário e teve uma cerimônia oficial organizada pelo governo nazista.
Em um dos últimos episódios da série dramática de espionagem britânica Secret Army, Nipkow é creditado como o único inventor da televisão por Standartenführer Kessler, enquanto ele revela as câmeras de vigilância de circuito fechado de TV e monitores que instalou na sede da Gestapo em Bruxelas.